# Ned Luke
Ned Luke, född 4 oktober 1958 i  Danville, Illinois i USA, är en amerikansk skådespelare som främst gjort sig känd för rollen som Michael De Santa i tv-spelet GTA V. Utöver denna roll har även medverkat i produktioner som Law and Order: Special Victims Unit, Boardwalk Empire och Den Galna Professorn.  Tillsammans med sina medskåspelare däribland Steven Ogg, Shawn Fonteno och Gerald Jonhson blev han nominerad till Behind the Voice Actors Awards pris för bästa skådespelarensemble.